# Karhumäki Karhu 48B
Die Karhumäki Karhu 48B war ein viersitziges Sport- und Reiseflugzeug des finnischen Herstellers Veljekset Karhumäki.

## Geschichte und Konstruktion
Die Karhu 48B war ein finnisches viersitziges Reiseflugzeug der 1950er Jahre, das auch mit Schwimmern oder Skiern ausgerüstet werden konnte. Das Flugzeug war ein abgestrebter Hochdecker mit nicht einziehbarem Spornradfahrwerk und wurde von einem luftgekühlten Lycoming O-435A-Sechszylinder-Boxermotor angetrieben. Entwickelt wurde das Flugzeug, um in den Weiten Finnlands von unbefestigten Pisten aus eingesetzt zu werden. Der Erstflug erfolgte am 20. Juli 1948. Da jedoch viele ehemalige Militärflugzeuge zur Verfügung standen, die günstig zu erwerben waren, wurden nur zwei Maschinen gebaut. Eine der beiden Maschinen war bis 1973 in Verwendung.

## Technische Daten
| Kenngröße             | Daten                                        |
| --------------------- | -------------------------------------------- |
| Besatzung             | 1                                            |
| Passagiere            | 3                                            |
| Länge                 | 7,85 m                                       |
| Spannweite            | 11,54 m                                      |
| Höhe                  |                                              |
| Flügelfläche          | 17,31 m²                                     |
| Leermasse             | 813 kg                                       |
| max. Startmasse       | 1310 kg                                      |
| Höchstgeschwindigkeit | 229 km/h                                     |
| Dienstgipfelhöhe      | 4800 m                                       |
| Reichweite            | 700 km                                       |
| Triebwerke            | 1 × Lycoming O-435A-Sechszylinder-Boxermotor |